# بريان قاولد
بريان قاولد (بالإنجليزية: Bryan Gould)‏ هو سياسي بريطاني، ولد في 11 فبراير 1939 في نيوزيلندا. حزبياً، نشط في حزب العمال.

## مناصب
- في الانتخابات العامة في المملكة المتحدة أكتوبر 1974 [الإنجليزية]‏، انتخب عضو البرلمان السابع والأربعون للمملكة المتحدة عن دائرة ساوثهامبتون تيست خلال فترته النيابية ‏ (10 أكتوبر 1974 – 7 أبريل 1979).
- في الانتخابات العمومية للمملكة المتحدة 1983 [الإنجليزية]‏، انتخب عضو البرلمان التاسع والأربعون للمملكة المتحدة عن دائرة داغينهام خلال فترته النيابية ‏ (9 يونيو 1983 – 18 مايو 1987).
- في الانتخابات العمومية للمملكة المتحدة 1987 [الإنجليزية]‏، انتخب عضو البرلمان الخمسون للمملكة المتحدة عن دائرة داغينهام خلال فترته النيابية ‏ (11 يونيو 1987 – 16 مارس 1992).
- في الانتخابات العامة في المملكة المتحدة 1992 [الإنجليزية]‏، انتخب عضو البرلمان الحادي والخمسون للمملكة المتحدة عن دائرة داغينهام خلال فترته النيابية ‏ (9 أبريل 1992 – 16 مايو 1994).
- انتخب أمين عام الظل الأول لوزارة المالية [الإنجليزية]‏ (30 أكتوبر 1986 – 13 يوليو 1987).
- انتخب وزير ظل الدولة لشؤون الأعمال والابتكار والمهارات [الإنجليزية]‏ (13 يوليو 1987 – 2 نوفمبر 1989).
- انتخب وزير دولة - ظل -  لشؤون البيئة والغذاء والقروية [الإنجليزية]‏ (2 نوفمبر 1989 – 18 يوليو 1992).
- انتخب وزير دولة - ظل - للثقافة والإعلام والرياضة [الإنجليزية]‏ (18 يوليو 1992 – 29 سبتمبر 1992).

## روابط خارجية
- بريان قاولد على موقع IMDb (الإنجليزية)
- بريان قاولد على موقع إن إن دي بي (الإنجليزية)
- بريان قاولد على موقع قاعدة بيانات الفيلم (الإنجليزية)